# Pogge den Boer
Pierre De Cruyer (Ternat, 19 juli 1821 - Brussel, 16 juni 1890), alias Pogge den Boer, was een bekende Schaarbeeks dorpsfiguur, dagloner en boer.

## Levensloop
Pierre De Cruyer werd geboren op 19 juli 1821 in Ternat. Hij groeide op in eenvoudige omstandigheden en op 21-jarige leeftijd trad hij toe tot het leger. Zijn toewijding was matig; hij viel vooral op door zijn frequente afwezigheid en overmatig alcoholgebruik.
In 1853 verhuisde hij naar Schaarbeek en huwde hij in de Sint-Servaaskerk met Anne-Catherine Crabs, afkomstig uit Diegem. Het echtpaar kreeg vijf kinderen, waarvan er vier op jonge leeftijd overleden. Alleen de tweede, ook Pierre genaamd, overleefde. Het gezin woonde in een bescheiden eenverdiepingshuis in de Génissestraat, op de locatie waar nu nr. 394 van de Haachtsesteenweg staat.
In 1883 overleed De Cruyers vrouw, waarna hij een frequente bezoeker werd van lokale estaminets. Daar dronk hij regelmatig geuze of faro, meestal in het gezelschap van zijn vriend Jean Parici. Door zijn eerlijkheid, loyaliteit en sympathieke karakter werd De Cruyer geliefd bij de inwoners van Schaarbeek, die zijn mening vaak zochten. De Cruyer ontwikkelde een gewoonte om zijn standpunt consequent te verkondigen met de uitdrukking: "Alles es Just."
De Cruyer stierf op 16 juni 1890 in een bejaardentehuis in de Brusselse Hoogstraat.

## Beeldvorming
Er bestaan verschillende verhalen over het leven van De Cruyer. Sommigen beelden hem af als een held van de Belgische revolutie, terwijl anderen hem zien als een cabaretier. Toch stond De Cruyer vooral bekend als een meelevende stamgast in de Schaarbeekse cafés, waar hij zijn avonden doorbracht na zijn werk als dagloner. Naar verluidt kreeg hij zijn bijnaam "Pogge", een verkorting van "poechenelle" (een kleine pop), vanwege zijn geringe gestalte.

## Na zijn dood
Na de dood van De Cruyer in 1875 richtten handelaars de Vrienden van Pogge op. Ze kwamen regelmatig samen in Aux Trois Rois, hun stamcafé aan de Haachtsesteenweg. Ter ere van De Cruyer organiseerden ze de Pogge Kermis, met jaarlijkse optochten waarbij een standbeeld, ontworpen door Jean-Baptiste Colson in 1894, werd rondgedragen. Handelaars rond het Colignonplein organiseerden ook carnavaleske optochten met Pogge als symbool.
De carnavalsoptochten duurden tot 1978 en werden in 1998 nieuw leven ingeblazen als Scharnaval. Hoewel Scharnaval blijft bestaan, is De Cruyer niet meer te zien. De laatste Pogge Kermis was in 1990.
In 1911 werd de Franstalige theatervoorstelling 'Pogge de Schaerbeek' voor het eerst opgevoerd. 
Het gemeentebestuur van Schaarbeek schonk in 1952 een standbeeld van De Cruyer, ontworpen door Louis Van Cutsem, aan haar zustergemeente Houffalize. Het standbeeld bevindt zich nog steeds in de rue de Schaerbeek.

## Trivia
- Lijn 92 van de Brusselse tram heeft een halte genaamd 'Pogge' bij een plantsoen dat bekend staat als het 'Poggeplein'.[6]
- Sinds 2013 loopt het erfgoedfestival 'Alles es Just!' vernoemd naar zijn beroemde uitspraak.[7]
- Op 8 september 2017 werd een gedenkteken ter ere van hem onthuld in het Josaphatpark.[8]